# Cumbres Borrascosas (película de 2026)
Cumbres Borrascosas (título original, en inglés: Wuthering Heights) es una próxima película dramática escrita, dirigida y producida por Emerald Fennell, basada en la novela de 1847 de Emily Brontë. Está protagonizada por Margot Robbie y Jacob Elordi, y está previsto que se estrene en Estados Unidos el 13 de febrero de 2026, por Warner Bros. Pictures.

## Reparto
- Margot Robbie como Catherine Earnshaw.
  - Charlotte Mellington como la joven Catherine.
- Jacob Elordi como Heathcliff.
  - Owen Cooper como el joven Heathcliff.
- Shazad Latif como Edgar Linton.
- Hong Chau como Nelly Dean.
  - Vy Nguyen como la joven Nelly.
- Alison Oliver como Isabella Linton.

## Producción
En julio de 2024, la cineasta Emerald Fennell anunció que escribiría y dirigiría una adaptación de Cumbres Borrascosas, de Emily Brontë. En septiembre del mismo año, Margot Robbie y Jacob Elordi fueron seleccionados para los papeles de Catherine Earnshaw y Heathcliff, respectivamente. Robbie participaría también como productora a través de su sello, LuckyChap Entertainment, quien había producido los dos largometrajes anteriores de Fennell, Promising Young Woman (2020) y Saltburn (2023), en la que participa, asimismo, Jacob Elordi.
Una guerra de ofertas en octubre de 2024 llevó a Netflix a ofrecer 150 millones de dólares por los derechos de distribución. Warner Bros. Pictures, que llegó a un acuerdo a primera vista con LuckyChap a la hora de producir Barbie en 2023, ganó finalmente los derechos con una oferta significativamente menor de 80 millones de dólares, después de garantizar a Fennell y a Robbie una importante campaña de marketing y un estreno en cines.
En noviembre de 2024 se unieron al reparto Hong Chau, Shazad Latif y Alison Oliver, protagonista de Saltburn. En marzo de 2025, se anunció que Charlotte Mellington, Owen Cooper y Vy Nguyen (todos ellos en su debut cinematográfico), interpretarían a los jóvenes Catherine, Heathcliff y Nelly, respectivamente. El rodaje comenzó en el Reino Unido en enero de 2025 con Linus Sandgren como director de fotografía.

## Estreno
Cumbres Borrascosas tiene programado estrenarse en Estados Unidos el 13 de febrero de 2026. 